# كفر أحمد برهام
قرية كفر أحمد برهام هي إحدى القرى التابعة لمركز الزقازيق في محافظة الشرقية في جمهورية مصر العربية. حسب إحصاءات سنة 2006، بلغ إجمالي السكان في كفر أحمدبرهام 3001 نسمة، منهم 1579 رجل و1422 امرأة.